# شهرستان سنت ژوزف (میشیگان)
شهرستان سنت ژوزف، میشیگان (به انگلیسی: St. Joseph County, Michigan) یک سکونتگاه مسکونی در ایالات متحده آمریکا است که در میشیگان واقع شده‌است.